# Dixon Hall Lewis
Dixon Hall Lewis, ameriški odvetnik in politik, * 10. avgust 1802, † 25. oktober 1848.
Lewis je bil kongresnik in senator ZDA iz Alabame.